# Camponotus declivus
Camponotus declivus — вид мурашок підродини Formicinae.

## Поширення
Вид поширений у  Мексиці.